# Ainārs Ķiksis
Ainārs Ķiksis (Valmiera, 10 de febrer de 1972) va ser un ciclista letó especialista en la pista. En el seu palmarès destaquen nombroses victòries a la Copa del Món i una medalla de plata al Campionat del món de Keirin. Va participar en tres Jocs Olímpics d'estiu.

## Palmarès
- 1990
  -  Campió del món júnior en Velocitat
- 1996
  -  Campió d'Europa en Òmnium Sprint
- 2002
  -  Campió d'Europa en Òmnium Sprint
- 2003
  -  Campió d'Europa en Òmnium Sprint
- 2020
  -  Campió de Letònia en keirin
  -  Campió de Letònia en velocitat
- 2021
  -  Campió de Letònia en keirin
  -  Campió de Letònia en velocitat
  -  Campió de Letònia en scratch

### Resultats a laCopa del Món
- 1996
  - 1r a Cottbus, en Quilòmetre
- 1997
  - 1r a Atenes, en Velocitat
- 2000
  - 1r a Torí, en Keirin
  - 1r a Torí, en Velocitat
- 2001
  - 1r a Pordenone, en Keirin
- 2002
  - 1r a Moscou, en Keirin